# Laura Lechuga
Laura M. Lechuga Gómez (Sevilla, 1962) es una química española, profesora de Investigación del Consejo Superior de Investigaciones Científicas (CSIC). Es líder del grupo  de Nanobiosensores y Aplicaciones Bioanalíticas del Instituto Catalán de Nanociencia y Nanotecnología (ICN2) en Barcelona. Ha sido Directora del Departamento de Sensores y Biosensores del Instituto de Microelectrónica de Madrid Consejo Superior de Investigaciones Científicas (CSIC) de España. 
Es autora de más de 270 publicaciones científicas muy consultadas y de 8 familias de patentes, y es cofundadora de las empresas spin-off SENSIA, S.L. y BIOD, S.L. Ha participado en más de 80 proyectos de investigación, mayoritariamente internacionales, y es una activa divulgadora científica. 
Durante la pandemia de enfermedad por coronavirus 2019-2020, Lechuga desarrolló un biosensor óptico simple, de bajo costo y rápido para detectar el COVID-19.

## Educación y primeros años
Nacida en Sevilla Andalucía, se interesó en la química y la física cuando estaba en la escuela secundaria. Finalmente estudió la Licenciatura de Química en la Universidad de Cádiz, donde se inspiró para seguir su carrera por la vía de la investigación. 
Lechuga completó su investigación doctoral en el Centro Nacional de Microelectrónica-CSIC. Su tesis doctoral fue "III-V semiconductor Schottky diodes for gas sensing and biosensing". Pasó los dos años posteriores al doctorado en el Instituto de Nanotecnología MESA+. Universidad de Twente (Países Bajos) y después, cuando regresó a España en 1995, se incorporó al Centro Nacional de Microelectrónica del CSIC en Madrid.
Se doctoró, en 1992, por la Universidad Complutense de Madrid, con la tesis: Diseño, fabricación y caracterización de sensores químicos de H2 y NH3 basados en diodos Schottky de arseniuro de galio.Desarrollo de un biosensor microelectrónico de urea.

## Investigación y carrera profesional
Desde 1995, trabajó en el Centro Nacional de Microelectrónica del CSIC en Madrid. En 2002 fue nombrada jefa del Departamento de Sensores y Biosensores del Consejo Superior de Investigaciones Científicas (CSIC).
En 2008 se unió al Instituto Catalán de Nanociencia y Nanotecnología (ICN2) y además es líder de grupo en el Networking Biomedical Research Center (CIBER). En 2012 fue nombrada profesora adjunta en la Universidad de Tromsø (Noruega), también conocida como Universidad del Ártico, y en 2013 profesora visitante distinguida en la Facultad de Ingeniería Eléctrica y Ciencias de la Computación de la Universidad Estatal de Campinas (Brasil).
Lechuga desarrolla biosensores basados en nanoplasmónica y fotónica de silicio que pueden ser integrados en una plataforma "lab-on-a-chip". Ha desarrollado diferentes tipos de sensores, incluyendo: biosensores fotónicos, interferómetros Mach-Zehnder, sensores opto-nanomecánicos y sensores magnetoplasmónicos. Busca aplicar estos sensores en entornos clínicos, para el diagnóstico de cáncer y otras enfermedades, así como para la vigilancia del medio ambiente. En 2018 demostró un dispositivo de punto de atención basado en la interferometría para la cuantificación rápida y sensible de Escherichia coli. El dispositivo contenía microarreglos impresos en sustratos nanoplasmónicos de alto rendimiento, e incluso podía ser realizado por personal no experto.
Durante la pandemia de coronavirus 2019-20, Lechuga trabajó en el desarrollo de un biosensor de detección de COVID-19 simple, de bajo costo y rápido. Su propuesta surgió de un plan de subvenciones rápidas que la Comisión Europea estableció a finales de enero de 2020 en un esfuerzo por hacer frente a la pandemia emergente. Lechuga desarrolló la idea en diez días, aprovechando su experiencia en la construcción de biosensores ópticos. La prueba se basa en un sensor óptico a nanoescala e incluye una proteína receptora (anticuerpo) que es capaz de detectar el coronavirus. El sensor en sí mismo consiste en un interferómetro de guía de ondas. Utiliza una muestra de saliva o esputo para detectar la presencia del SARS-CoV-2. Si la saliva contiene SARS-CoV-2, se unirá a los anticuerpos y, a su vez, cambiará la transmisión de un rayo de luz que pasa a través del sensor óptico. Una vez analizada la luz, el resultado se transmitirá a un teléfono inteligente o a una tableta, en un proceso que toma menos de 30 minutos.  Las sondas de ADN identificarán el ARN viral sin necesidad de la reacción en cadena de la polimerasa (PCR).
Los sensores que ha desarrollado y han sido validados en su laboratorio, dieron lugar a la creación de dos empresas spin‐off: SENSIA, S.L. y BIOD, S.L. Es autora de más de 270 publicaciones muy citadas y tiene 8 familias de patentes a nivel nacional e internacional, estando siete de ellas transferidas a la industria. Ha participado en más de 80 proyectos de investigación, mayoritariamente internacionales. Además, es una divulgadora científica muy activa para dar a conocer su actividad al público en general.

## Premios y honores
- 2014 Elegida miembro de la Sociedad Óptica Estadounidense.[1]
- 2016 Premio de Física, Innovación y Tecnología, otorgado por la Real Sociedad Española de Física (RSEF) y el BBVA.[22][23]
- 2017 Incluida en AcademiaNet, el portal de las mujeres académicas excelentes.[24]
- 2020 Premio Ada Byron a la mujer tecnóloga.
- 2020 Premio Rey Jaime I a las Nuevas Tecnologías «en reconocimiento a sus contribuciones al diseño y desarrollo de nuevos biosensores esenciales para un diagnóstico clínico, temprano y rápido».[25]
- 2020 Premio Nacional de Investigación Juan de la Cierva.[26]
- 2022 Doctora Honoris Causa por la Universidad de Cádiz[27]
- 2023 Premio Nacional de Nanotecnología NOB166® III Edición
- 2024 Doctora Honoris Causa por la Universidad de León

## Publicaciones
Entre sus publicaciones, destacan:
- Sepúlveda, Borja; Angelomé, Paula C.; Lechuga, Laura M.; Liz-Marzán, Luis M. (2009). «LSPR-based nanobiosensors». Nano Today 4 (3): 244-251. ISSN 1748-0132. doi:10.1016/j.nantod.2009.04.001.
- Estevez, M.C.; Alvarez, M.; Lechuga, L.M. (26 de septiembre de 2011). «Integrated optical devices for lab-on-a-chip biosensing applications». Laser & Photonics Reviews 6 (4): 463-487. ISSN 1863-8880. doi:10.1002/lpor.201100025.
- Prieto, F; Sep lveda, B; Calle, A; Llobera, A; Dom nguez, C; Abad, A; Montoya, A; Lechuga, L M (2 de julio de 2003). «An integrated optical interferometric nanodevice based on silicon technology for biosensor applications». Nanotechnology 14 (8): 907-912. ISSN 0957-4484. doi:10.1088/0957-4484/14/8/312.